# Уайт-Плейнс (Нью-Йорк)
Уайт-Плейнс (англ. White Plains) — город в штате Нью-Йорк, США. Является административным центром округа Уэстчестер. 
Население — 56 583 человека (по переписи 2010 года). Общее число жителей вместе с приезжими работниками и гостями города может достигать 250 000 человек.

## География
Город расположен к северу от Нью-Йорка, в 6 км восточнее реки Гудзон и 4 км северо-западнее пролива Лонг-Айленд. 

### Климат
Климат — влажный континентальный.
| Показатель                                                                       | Янв.  | Фев.  | Март  | Апр. | Май  | Июнь | Июль | Авг. | Сен. | Окт. | Нояб. | Дек.  | Год  |
| -------------------------------------------------------------------------------- | ----- | ----- | ----- | ---- | ---- | ---- | ---- | ---- | ---- | ---- | ----- | ----- | ---- |
| Абсолютный максимум, °C                                                          | 22,8  | 23,9  | 27,8  | 34,4 | 36,1 | 37,8 | 38,9 | 38,3 | 38,9 | 32,2 | 28,9  | 21,1  | 31,8 |
| Средний суточный максимум, °C                                                    | 4     | 6     | 11    | 17   | 23   | 28   | 30   | 29   | 24   | 18   | 13    | 7     | 17,5 |
| Средний суточный минимум, °C                                                     | −7    | −6    | −2    | 3    | 8    | 14   | 17   | 16   | 12   | 5    | 2     | −3    | 4,9  |
| Абсолютный минимум, °C                                                           | −23,3 | −25,6 | −19,4 | −7,8 | −1,1 | 3,3  | 7,8  | 3,9  | −1,1 | −6,1 | −11,1 | −20,6 | −8,4 |
| Источник: http://www.intellicast.com/Local/History.aspx?unit=C&location=USNY1590 |       |       |       |      |      |      |      |      |      |      |       |       |      |

## История
К моменту появления здесь в XVII веке голландцев на этих землях проживал индейский народ могикан. Название Уайт-Плейнс (в переводе с английского — «белые равнины») по одной версии, происходит от цвета смолы, покрывавшей растущие здесь деревья, по другой — из-за тумана, клубившегося над здешними болотами рядом с рекой Бронкс. Первое постоянное поселение на этом месте основали пуритане из города Рай, купившие 18 км² земли.
В 1758 году Уайт-Плейнс стал центром Уэстчестера, когда правительство округа переехало сюда с территории, ныне входящей в состав Бронкса. Сначала Уайт-Плейнс юридически находился в подчинении у города Рай, пока в 1788 году сам не получил городские права (таун).
9 июля 1776 года в зале местного окружного суда законодательное собрание Нью-Йорка одобрило Декларацию независимости и объявило о создании штата Нью-Йорк в составе нового американского государства. Два дня спустя об этом было объявлено публично со ступеней окружного суда. В течение сентября и октября 1776 года отряды американцев под руководством Джорджа Вашингтона занимали позиции рядом с городом, будучи преследуемы английскими солдатами и гессенскими наёмниками, возглавляемыми сэром Уильямом Хау. 28 октября состоялось сражение при Уайт-Плейнсе (на холме Чаттертон и в долине реки Бронкс). В ходе сражения американцы были вынуждены отступить к северу, а Уайт-Плейнс заняли англичане. Однако последние понесли бо́льшие потери, нежели американцы, и были вынуждены вскоре оставить город.
По данным первой американской переписи населения, проходившей в 1790 году, население города составило 505 человек, из которых 46 были рабами. Численность населения росла от переписи к переписи, достигнув 575 человек в 1800 году и 830 в 1830-м. После того, как через Уайт-Плейнс была проложена Нью-Йоркская железная дорога (1844 год), этот показатель стал расти намного быстрее: 2630 чел. в 1870 году и 4508 в 1890-м. В 1916 году Уайт-Плейнс получил права сити.
В Уайт-Плейнс находилось поместье банкира и филантропа Феликса Варбурга, где в выходные, 9 и 10 июня 1934 года состоялась премьера балетов «Моцартиана» и «Серенада» — первых постановок Джорджа Баланчина в США, послуживших основой для основания труппы «Нью-Йорк Сити Балет».

## Экономика
В городе расположены представительства многих крупных компаний, таких как Starwood Hotels and Resorts Worldwide, ITT Corporation, Bunge Limited, Combe Incorporated, а также AllianceBernstein, Danone, New York Power Authority, Krasdale Foods и ряд других. В городе работает отделение Нью-Йоркского пресвитерианского госпиталя, а также находятся штаб-квартиры американских отделений компаний Heineken и Nokia.
На территории города расположен огромный торговый молл «Галерея». Как уже было указано выше, численность населения в городе с учётом приезжих, в том числе, прибывших за покупками, достигает 250 тыс. чел.

## Архитектура
Ниже представлен список самых высоких зданий Уайт-Плейнса:
| Номер | Название                                    | Высота, м | Кол-во этажей | Год постройки |
| ----- | ------------------------------------------- | --------- | ------------- | ------------- |
| 1     | Апартаменты «Риц-Карлтона» (Северная башня) | 150       | 44            | 2009          |
| 2     | Апартаменты «Риц-Карлтона» (Южная башня)    | 138       | 44            | 2008          |
| 3-4   | One City Place                              | 108       | 35            | 2004          |
| 3-4   | Трамп-тауэр                                 | 108       | 35            | 2005          |
| 5     | Здание окружного суда                       | 83        | 19            | 1974          |
| 6     | Gateway Building                            | 76        | 18            | 1985          |
| 7     | Бэнк-стрит, 25                              | 69        | 22            | 2003          |
| 8     | Бэнк-стрит, 15                              | 66        | 21            | 2003          |
| 9     | Clarence D. Rappleyea Building              | 64        | 17            | 1981          |
| 10    | Westchester One                             | 62        | 21            | 1976          |

## Образование
Город образует самостоятельный школьный округ. По данным на 2006 год, в городе насчитывалось 6000 учеников, проходивших обучение в 5 начальных, двух школах среднего звена и одной старшей школе. Самым крупным образовательным учреждением является Старшая школа Уайт-Плейнса.
Также существует ряд специализированных и частных школ: Высшая школа имени архиепископа Степинаца, Академия Богоматери Доброго Совета, Немецкая школа Нью-Йорка, а также начальная школа при Академии Богоматери Доброго Совета, начальная школа при Академии Божьей Матери Скорбящей.
Колледжи и университеты: Фордхемский университет, Университет Пейс, Уэстчестерский колледж, Колледж Беркли и Mercy College.

## Культура
В городе есть White Plains Performing Arts Center, в котором проходят различные культурные мероприятия, концерты и спектакли Бродвейского театра. В Уайт-Плейнсе выступает Уэстчестерский филармонический оркестр, единственный профессиональный филармонический оркестр в о́круге. Оркестр выступает в концертном зале Перчейз-колледжа.
В городе регулярно проходит сельскохозяйственная ярмарка (с мая по ноябрь), а также работает Westchester County Center, в котором проходят концерты, спортивные соревнования и другие мероприятия.
Город не раз упоминается в произведениях американского писателя Рекса Стаута о Ниро Вульфе и Арчи Гудвине.